# 郭艳玲
郭艳玲（1964年1月—），内蒙古凉城人，汉族，九三学社社员。中华人民共和国政治人物、第十三届全国人民代表大会内蒙古地区代表。

## 生平
2018年2月24日，当选为第十三届全国人大代表。